# Kunst i vikingetiden
Kunst i vikingetiden er en samlebetegnelse for de kunstneriske stilarter, der blomstrede i Norden og de områder i Nordeuropa, hvor vikingerne bosatte sig fra slutningen af 8. århundrede til omkring 1100 e.v.t. De bevarede kunstværker omfatter både materielle værker, såsom udskårne træfigurer, smykker af metal, indhuggede sten og sjældne tilfælde billedtæpper, samt litterære værker, fx digte. Vikingetidens kunst byggede i høj grad på jernalderens, og mange elementer, fx de mange dyremotiver og stiliserede figurer, er direkte videreførelser af de ældre tiders stilarter. Vikingetidens kunst repræsenterer således de yngste stilperioder af germansk dyrestil. Den øgede internationale kommunikation i Norden medførte også en øget udenlandsk inspiration; for eksempel kan man i vikingernes kunst udover den tidlige keltiske indflydelse også finde romanske elementer.
Den nordiske kunst forblev længe fællesnordisk trods den udenlandske påvirkning og beholdt mange særegne træk: Det gælder for såvel den visuelle kunst som for digtningen; dog overlevede sidstnævnte længst, da skjaldekunst endnu i første halvdel af 13. århundrede var fremtrædende hos overklassen. I denne periode blev den primært videreført af islandske skjalde, hvoraf den mest berømte var Snorre Sturlasson. Igennem vikingetiden bibeholdt den nordiske kunst i store træk sin særegenhed i forhold til det øvrige Europas kunsttraditioner, men med tydelige internationale strømninger. Arkæologen Iben Skibsted Klæsøe forklarer den udenlandske påvirkning med, at denne epoke er præget af en stor grad af internationale kontakter; fra begyndelsen primært handelsfolk, der hjembragte både genstande og idéer. En proces der begyndte allerede før den traditionelle indledning på vikingetiden i 793. I løbet af højmiddelalderen blev de vesteuropæiske stilarter mere dominerende, da den romanske stil blev den mest udbredte. Sammen med runesten er billeder de vigtigste kilder til de før-kristne myter og ritualer i vikingetidens religion, da scener fra yngre fortællinger ofte kan genfindes på billeder. Studiet af billedfremstillinger udgør derfor en nøgleposition i studiet af religionen, da de udgør langt hovedparten af de bevarede kilder fra samtiden. Kunstværker kan i visse tilfælde også bruges som historiske kilder, fx vidner monumenter fra 10. århundrede om etableringen af en centralmagt.

## Visuel kunst og håndværk
I vikingetiden blev både håndværkere og kunstnere betegnet med det samme ord, smed (norrønt: smidr), indimellem blev det sat sammen det materiale de arbejdede i; en snedker kunne fx blive omtalt som en tresmidr. Våbensmede og skibssmede havde høj status i det nordiske samfund, men vi ved ikke hvad smykkesmedens og andre kunsthåndværkeres status var. Kunstfærdigt udformede smykker af ædelmetaller blev brugt til at signalere rigdom og prestige. Guld og sølv blev brugt til de mest fornemme genstande i enten ren form eller indlejret som dekoration i andre materialer. Ædelmetaller blev importeret fra det øvrige Europa – enten som smykker eller mønter – og smeltet om. I romersk og germansk jernalder blev der indført store mængder af guld, og noget af det kan være blevet genbrugt i vikingetiden. Genstande fra fremmede lande er som regel udført i guld eller sølv, udsmykkede genstande var luksusprodukter (luksusgenstande af høj værdi var nemmere at transportere). Der blev også fremstillet smykker af mindre fornemme metaller, især bronze, der blev forgyldt eller forsølvet, så de fremstod som lavet af dyrere materialer. I løbet af 10. årh. blev der i Danmark etableret produktionssteder af særligt eksklusive genstande. Indtil da var de mest eksklusive smykker blevet fremstillet i udlandet. Ellers havde lokale håndværkere kun fremstillet genstande i billigere materialer og ved hjælp af enklere teknikker.
Datidens kunstnere og håndværkere var i reglen anonyme, de eneste der kunne signere deres værker var runeristerne. Tendenser indenfor kunst og håndværk blev formidlet af omrejsende håndværkere (nordiske og europæiske), handelsfolk, missionærer og krigere. 
Datidens kunst var karakteriseret ved kontrast, kulør og harmonisk bevægelse. Stilen var prangende, men de bedste kunstnere udførte delelementer med samme omhu som helheden, så ornamentikken kun kan ses meget tæt på. Overordnet set var det et bestemt billedsprog og stilistik, der gik igen i hele perioden. Det samme gælder motiverne; man opfandt ikke bare nye. Alexandra Persch foreslår derfor, at det kunne være specialister, der fremstillede billederne. Billedsproget var anderledes end det, der er udbredt i moderne tid, da begivenheder, der ellers var kronologisk adskilte i en fortælling, gerne blev gengivet så de optrådte samtidigt på billedfeltet, således at fortællingens enkelte scener sættes sammen, så de fungerer som en helhed. Størstedelen af udsmykningerne fandtes på brugsgenstande, og et gennemgående motiv i hele perioden var stiliserede dyrefigurer, gerne udformet i komplicerede mønstre. Dyr som motiv har lange traditioner i europæisk kunst, men nordisk kunst er kendetegnet ved en nær sammenhæng mellem udsmykning og genstand, hvor ornamentikken er udført som en integreret del af genstanden.
I de fleste tilfælde var mønstrene af nonfigurativ art, og deres betydning er derfor svære at tolke. Preben Meulengracht Sørensen har foreslået, at de måske ikke har haft nogen betydning som andet end ornamentering. Udsmykningen med gribedyr viser som regel, i lighed med de billeder, der illustrerer fortællinger, et øjeblik midt i en scene, hvor det er op til beskuerens fantasi, hvad der sker bagefter; fx et rovdyr, der er ved at kaste sig over et andet dyr. Plantemotiver fik en opblomstring i første halvdel af vikingetiden, men forsvandt igen omkring år 1000.

### International inspiration
Vikingernes kunst har klare særtræk, der adskiller den fra nabokulturers kunsttraditioner. Et eksempel er skålspænderne, som er de mest udbredte smykkegenstande fra vikingetiden. De blev brugt som spænde på overdelen af kvindernes kjoler. Udsmykningen på dem var konservativ, og der kan kun spores få stilistiske ændringer over en ca. 400 år lang periode.. Men Iben Skibsted Klæsøe har samlet en række andre stiltræk, hvis oprindelse kan spores til bestemte områder i vikingernes nabolande. Fx genfindes de geometriske mønstre og dyreornamenterne i irske bogillustrationer fra ca. 6. til 8. århundrede. De er karakteriserede af slyngede og flettede dyrekroppe samt en del plantemotiver.
En anden udbredt fundgruppe er de trefligede fibulaer, der sammen med skålspænderne hørte til kvindernes standardsmykker. De blev brugt til at samle og fastholde et sjal el.lign. på brystet. Inden for denne gruppe er der konstateret flere variationer og modestrømninger, der var inspireret af sydvesteuropæiske traditioner. I Frankerriget blev denne slags fibulaer brugt som sværdskedebeslag, og de første eksemplarer er antagelig blevet hjembragt af mænd, der havde tjent som lejesoldater, og brugt som gaver til kvinder. Egenart var dog ikke et særtræk ved den nordiske kunst, da europæisk kunst i tidlig middelalder generelt var karakteriseret af store lokale variationer. Skibsted Klæsøe konstaterer, at karakteren af genstande tilsyneladende havde en vis indflydelse på, hvilken udsmykningsform man valgte. Fx blev vinranker og akantusblade, der gradvist vinder indpas i nordisk kunst, i begyndelsen kun brugt på de trefligede fibulaspænder. De vigtigste udenlandske tendenser var symbolske kristne paradisfigurer i form af løver, fugle og vinranker, samt de kejserlige/guddommelige akantusplanter.
Den mest udbredte europæiske stilart i tidlig middelalder var den insulære stil, der havde rod i irsk-angelsaksisk tradition, men som blev spredt over hele Vesteuropa gennem klostre. Og en anden britisk teknik, der vandt indpas i Norden, var ringnåle med filigran i sølv og indlagt rav eller glas. Fra de britiske øer kom der endog en påvirkning fra mellemøstlige traditioner. I 7. og 8. århundrede var der en tydelig syrisk påvirkning i det engelske gejstlige miljø pga. etableringen af flere syriske munkekolonier, bl.a. i Lindisfarne. Baggrunden var, at flere syrere blev valgt som paver, og de bragte mange munke med sig til Vesteuropa. Disse munke medbragte bl.a. en lettere mere yndefuld stil med motiver med vinranker og fugle afbildet parvis i grenene. Vinranker bliver i Johannesevangeliet kap. 15;1 forklaret som et symbol på kirken. Det betød, at den engelske dyrestil nærmede sig orientalske stilarter og blev mere naturalistisk. Dyrene fik langstrakte kroppe, men ikke forvredne som i den nordiske stil. Disse langstrakte former genfindes på nordiske skålspænder fra ca. 9. til 11. århundrede, hvor de ofte blev kombineret med traditionelle nordiske gribedyr. Skibsted Klæsøe mener, at selvom de kristne motiver således ofte var til stede i motivsproget, så blev de brugt uden at deres egentlige betydning helt blev forstået før langt ind i 10. årh.
Fra sidst i 9. århundrede til ca. 950'erne optræder den frankiske akantusstil i nordiske udsmykninger. Denne stil havde fået en opblomstring i Frankerriget under Karl den Store i 8. til 9. århundrede. Den bygger på græsk-romerske traditioner og kendes fx fra kapitæludsmykninger på søjler af den korintiske type. Motiverne bygger på middelhavsfloraen og er navngivet efter akantus Den klassiske inspiration i kunsten i Karls imperium afspejler kejserens intentioner om at genskabe Romerriget. Det kunstneriske miljø, han opbyggede, var en del af den karolingiske renæssance. Dette miljø var internationalt, og påvirkninger kom derfor mange steder fra, blandt andet også fra Syrien og det Byzantinske rige foruden det øvrige Vest- og Sydeuropa. Fx blev løvemotiver af byzantisk oprindelse i begyndelsen af 8. århundrede spredt til hele Nord- og Vesteuropa. I Norden blev løverne hurtigt inkorporeret i den lokale stilart. Det er blevet foreslået, at det var flygtninge fra de ikonoklastiske stridigheder, der kan have medbragt udsmykkede genestande og derved inspireret med nye motiver. Fibulaer inspireret af frankisk stil fra ca. 9. århundrede er koncentreret omkring Uppland i Sverige, det tyder på stærke forbindelse mellem dette område og Centraleuropa på det tidspunkt.
Både den mellemøstlige vinranke- og den frankiske akantusstil slår igennem i Norden ca. 100 år efter, de opstår i deres hjemlande. I sidste halvdel af 9. århundrede smeltede den frankiske akantus- og den britiske vinrankeornamentik sammen i den kontinentale kunst. Denne nye blandingsform gav siden inspiration til plantedekorationen i den sene vikingetids kunst.